# Anton Žajdela
Anton Žajdela (tudi Zajdela), slovenski zdravnik patolog in citopatolog, * 28. april 1924, Ljubljana, † 4. april 2013, Pariz

## Življenje in delo
Anton Žajdela, brat zdravnika Franceta Žajdele, se je rodil v družini ljubljanskega svetnika policijske uprave Franca in Rozi Žajdela. Gimnazijo obiskoval v rojstnem mestu, kjer je 1943 maturiral, ter nato nadaljeval s študijem medicine v Parizu in 1953 doktoriral z disertacijo Contribution à l'étude de cylindrome mammaire in tu opravil še specialistični izpit iz patološke anatomije (1954) ter se še istega leta zaposlil na Inštitutu Curie v Parizu. Tu je bil asistent za anatomsko patologijo in prvi asistent za klinično patologijo celične biologije, od 1966 šef tega oddelka. Leta 1983 je bil izvoljen za člana upravnega sveta (kuratorija), 1985 bil poddirektor Inštituta Curie, od 1986 pa direktor sektorja za biologijo ter tkivno in celično patologijo bolnice Inštituta Curie, kjer je tudi koordinator v sektorju za radiosenzibilnost rakastih celic. Najpomembnejši je njegov prispevek k razvoju aspiracijske citopatologije (citopatologija je veda o  bolezenskih procesih v celicah). Novo metodo je uporabljal od 1954 in na njeni podlagi razvil modifikacijo aspiracijske biopsije (odvzem vzorca s tanko iglo brez aspiracije). Vzgojil je številne citopatologe v Franciji in zunaj nje, predaval na več medicinskih fakultetah v Italiji, Belgiji in Luksemburgu. Med drugim je postal član Mednarodne akademije za citilogijo v Chicagu. Leta 1988 je postal dobitnik francoskega odlikovanja Red legije časti. V francoskih  publikacijah je objavil preko 70 strokovnih in poljudnih člankov, v anglosaksonskih sam ali z drugimi preko 30 člankov in knjigo Manuel et Atlas de Cytologie Mammaire (Pariz, 1995).